# 芦川芽依
芦川 芽依（あしかわ めい、1993年5月10日 - ）は、日本の元AV女優。

## 略歴・人物
愛知県出身。
2013年12月にAVデビュー。所属事務所はディクレア（Declare Promotion）。
2015年11月4日の公式ツイッター及びブログで年内での引退を発表し、12月31日で引退。

## 出演作品

### アダルトDVD
2013年
- 働くオンナ3 Vol.09 三年間ごぶさたの、押しに弱い新米いいなりOL 人材派遣会社 事務 月収18万円（12月20日、プレステージ）

2014年
- 顔出し!女子大生限定 マジックミラー号 徹底検証! 男女の友情は成立する!? 3 友達関係のリアル素人大学生が日本一エロ〜い車MM号の中で二人っきり♥ in池袋（1月9日、ディープス）
- 夢持ち素人応援企画 4 あなたの夢、支援させて頂きます! だから一回だけAV出演して下さい!（2月1日、プレステージ）
- 依頼人はサエない夫! 愛する妻は夫がモニタリングしているとは知らずプロナンパ師のマシンガントークに陥落して他人の肉棒を咥えこんでしまうのか!?（3月6日、アイエナジー）
- 冤罪痴漢 〜それなら僕はヤッてやる!!〜（3月6日、アパッチ）
- 神奈川から来ました（5月23日、バルタン）
- 生脚秘書のむちむち太腿接待（5月25日、アロマ企画）
- 四つん這いでのフェラチオは尻を高く突き出して（7月18日、SEX Agent）
- 見つめ合ってしてもらうフェラチオ 〜男のアヘ顔見たさに上目使いで見つめつづける〜（7月18日、SEX Agent）
- ビラ見せのオナキチ（8月14日、SEX Agent）
- 「一滴残らず手でヌいて」（8月14日、SEX Agent）
- リアル ガチンコ中出し!顔出し!人妻ナンパ 〜痴態を晒して絶叫イキ! in中目黒&学芸大〜（9月25日、ビッグモーカル）
- ティーンハンティング vol.4（10月1日、DOC）
- エロフェロモン丸出し奥様街角ナンパ!（10月22日、DOC）
- 羞恥マネキン硬直スプレー 美少女JK編（11月20日、ROCKET）
- 大変貌!メイクマジック ドコにでもいそうな娘が可憐にエロくビフォーアフター!（11月25日、AVS Collector's）
- 性奴開発研究所 〜快楽絶頂に狂い哭く女体〜 飼育記録 Vol.3 芦川芽依（11月25日、Baby Entertainment）
- マシュマロパイな友達の姉貴とHな体験しちゃった俺（12月20日、AKNR）

2015年
- 激シャブ AV史上初!今までに無かった激烈フェラ映像!（1月1日、ヴィ）
- 昼も夜も挿れっぱなし! ムラムラしたらいつでも中出し!! 俺様好みに育て上げた発情雌ペットと孕ませ交尾できる理想の生活（1月8日、Mr.michiru）
- 2015年 SOD女子社員 ユーザー接待バスツアー 混浴温泉いきなり野球拳（2月5日、SODクリエイト）※「相川芽衣」名義
- 狂乱木馬地獄 vol.4（3月13日、Baby Entertainment）
- 初めてのオナニー撮影をお手伝いします。（3月17日、きのこ姫）
- マンカスを食べる女 3 絶頂と共に白い異物を食う6人の淫乱女（3月20日、レイディックス）
- 女子大の寮まるごと全員と中出し乱交（4月1日、ZUKKON/BAKKON）
- なかだし学級崩壊（9月1日、プレステージ）
- 体格差ハンデなし 夢の階級別トーナメント FINALラウンド 全裸オイルキャットファイト 5 ヘビー級GP2015（9月10日、ROCKET）
- 誘惑腿コキホテル 2（10月25日、アロマ企画）
- 柔らかすぎる太腿、むちむちすぎるパンチラ（10月25日、アロマ企画）
- 媚薬エステで騙された奥様! 高級オイルマッサージでヨガリ狂う欲求不満妻（11月13日、マルクス兄弟）
- 旦那の近くでコッソリ犯す!! 【不妊治療と称して夫婦で来院してきた】奥様をバレないように種付け生ハメガチ中出しセックスで寝盗る極悪エロ産科医（12月13日、マルクス兄弟）
- 制服JK指入れオナニー（12月13日、マルクス兄弟）
- 海外セレブ御用達な超変態ヨガワークで絶対バレたくない状況でイケないと分かっていながら密着性愛ヨガにギン起ちする男友達とマン汁を滴らせる女子大生の友情と欲情の間を完全モニタリング盗撮!!（12月25日、UMANAMI）

2016年
- 女体観察研究所 〜十人十色の敏感娘たち（1月8日、ホットエンターテイメント）
- 一度寝るとなかなか起きない妹のパンチラに興奮してチ○コを顔に擦りつけて起きないことを確認したら無防備に寝ている妹に静かに挿入がっつり中出し!!（1月8日、Mr.michiru）
- 親にも学校にも言えない、女子校生放課後限定バイト 8（1月22日、S級素人）
- 絶頂角オナニー（1月25日、アロマ企画）
- INVIDAYS ミニスカJKの放課後社会科見学サークル AVメーカーのお仕事見学編（2月7日、デジタルアーク）
- 乙女のマンカス食べ放題（2月20日、レイディックス）
- 指一本触れずに僕を発射へ追い込むお姉さんのエロい囁きとチラリズム その3（2月25日、アロマ企画）
- 患者のアナルを剃毛してべろんべろんに嘗め回すナースのお仕事（3月13日、アロマ企画）
- 生中出し若妻ナンパ! 16（3月25日、S級素人）
- 東京路上軟派!! 3 学生街突撃編（3月25日、S級素人）

### イメージDVD
- 着アクメ女体研究会 －天真爛漫+巨尻+舌足らず+ぽってり唇=アクメすると腰が抜けて立てなくなる!!!－（2014年6月23日、INTEC Inc）